# المحضار
المخضار قرية سعودية، ومركز يتبع محافظة رنية بمنطقة مكة المكرمة. تقع في جنوب شرق مدينة مكة المكرمة بمسافة نحو () كم.